# Twin/Tone Records
Twin/Tone Records – niezależna wytwórnia płytowa założona w 1977 roku w Minneapolis w stanie Minnesota.
Firma działała do 1994 i wydawała albumy popularnych miejscowych zespołów the Replacements i Soul Asylum. Wytwórnia przyczyniła się do zyskania przez scenę muzyczną Twin Cities ogólnokrajowej uwagi w latach osiemdziesiątych. Wraz z innymi niezależnymi amerykańskimi wydawnictwami, takimi jak SST Records, Touch and Go Records i Dischord, Twin/Tone pomogła w utworzeniu ogólnokrajowej sieci zespołów undergroundowych, które uformowały scenę indierockową przez erą Nirvany. Wytwórnie te przewodziły przejściu od hardcore punku, wówczas dominującego w amerykańskim podziemiu, do bardziej zróżnicowanych from muzyki alternatywnej.
Do końca istnienia wytwórnia wydała ponad 300 albumów. W 1994 rozpoczęła współpracę z mniejszymi, niezależnymi wydawnictwami (głównie z Minneapolis), m.in. Amphetamine Reptile Records.
W 1995 magazyn Billboard nazwał Twin/Tone „ważną regionalną wytwórnią”. W 2017 wydawnictwo zostało na krótki czas reaktywowane przez Starka i Jespersona, w celu wydania powrotnego albumu the Suicide Commandos.

## Artyści współpracujący z wytwórnią
- Babes in Toyland
- Boss Hog
- Chan Polling
- Cows
- Das Damen
- David Thomas & the Pedestrians
- David Van Tieghem
- The Feelies
- The Hang Ups
- Helios Creed
- Helmet
- Information Society
- The Jayhawks
- Jonathan Richman and the Modern Lovers
- Karen Young
- Lipps Inc.
- Lubricated Goat
- The Mekons
- Nikki Sudden
- Pere Ubu
- Poster Children
- The Replacements
- Robyn Hitchcock
- Seam
- The Slickee Boys
- Soul Asylum
- The Suburbs
- The Suicide Commandos
- Surgery
- Tar
- Viola Wills
- The Wallets
- Ween
- Yo La Tengo